# X-Effizienz
X-Effizienz ist ein Begriff der Wirtschaftswissenschaft und bezeichnet die Effizienz, mit der ein gegebenes Set an Inputs (z. B. Arbeit, Kapital etc.) für die Produktion eines Outputs (Produkt) genutzt wird. Produziert ein Unternehmen mit den gegebenen Ressourcen wie Maschinen, Technologie, Arbeitnehmern etc. den maximalen Output, so produziert es x-effizient, produziert es weniger als den maximalen Output, so produziert es x-ineffizient.
In der neoklassischen Theorie unter der Bedingung der vollständigen Konkurrenz produzieren alle Unternehmen per definitionem x-effizient, da jedes Unternehmen, das weniger effizient als ein anderes produziert, sich nicht langfristig auf dem Markt behaupten kann.
Das Konzept geht auf Harvey Leibenstein zurück. Er suchte aufzuweisen, dass in vielen ökonomischen Situationen allokative Ineffizienz allein genommen nur recht wenig von den hingenommenen Wohlfahrtsverlusten erklärt. Die nicht allokative Komponente, die hingegen den überwiegenden Rest erklärt, nannte er X-Ineffizienz. Mit diesem Begriff benannte er die Problemstellung, die seiner Auffassung nach eine noch größere Relevanz besitzt als die allokative Effizienz, mit der sich die Mikroökonomie bislang allein beschäftigt hat, nämlich: die Gründe für diese bislang unerklärte Restgröße theoretisch zu bestimmen.